# Gorovići (Kotor, Crna Gora)
Gorovići su naselje u Boki kotorskoj, u općini Kotor. 

## Stanovništvo

### Nacionalni sastav po popisu 2003.[1]
- Srbi -  30
- Crnogorci -  14